# Euphonia saturata
Eufónia-de-coroa-laranja ou gaturamo-de-coroa-laranja (Euphonia saturata) é uma espécie de ave da família Fringillidae.
Pode ser encontrada nos seguintes países: Colômbia, Equador e Peru.
Os seus habitats naturais são: florestas secas tropicais ou subtropicais , florestas subtropicais ou tropicais húmidas de baixa altitude e florestas secundárias altamente degradadas.